# Cantabrische haas
De Cantabrische haas (Lepus castroviejoi)  is een zoogdier uit de familie van de hazen en konijnen (Leporidae). De wetenschappelijke naam van de soort werd voor het eerst geldig gepubliceerd door Palacios in 1977.

## Voorkomen
De soort komt voor in Spanje.